# Kok Nam
Kok Nam (* 1939 in Lourenço Marques; † 11. August 2012 ebenda) war ein mosambikanischer Fotograf und Journalist und gehörte zu den bekanntesten Fotojournalisten Mosambiks seiner Zeit.

## Leben
Kok Nam wurde als Sohn chinesischer Landarbeiter aus der Region Guangzhou in Lourenço Marques (heute Maputo) geboren. Mit 17 Jahren widmete er sich erstmals der Fotografie, er arbeitete im Fotolabor Focus der Stadt, wo er bereits Ricardo Rangel kennenlernte. Später arbeitete er bei den Zeitungen Voz Africana und Diário de Moçambique, dann auch bei Notícias und Notícias da Tarde. Nam gründete gemeinsam mit anderen antikolonial eingestellten Journalisten, unter anderem Ricardo Rangel, 1970 die Zeitschrift Tempo und arbeitete dort als Fotograf.
Nam blieb bei der Tempo auch über die Zeit der Unabhängigkeit Mosambiks hinaus und veröffentlichte u. a. auch für den Expresso und die The New York Times. 1981 gründete er gemeinsam mit Rangel den mosambikanischen Fotografenverband (Associação Moçambicana de Fotografia). Gemeinsam mit anderen mosambikanischen Journalisten gründete Nam 1991/92 die Mediengenossenschaft Mediacoop, die bis heute die Zeitung Mediafax und Savana herausgibt. 1994 wählte die Redaktion der Savana ihn zum Chefredakteur der Zeitung. Diese Aufgabe hatte Nam bis zu seinem Tode inne. In seiner Zeit veröffentlichte die Zeitung unter anderem den Skandal um veruntreute Kundenkonten der Privatbank Banco Mercantil e de Investimentos (BMI) des ruandisch-amerikanischen Geschäftsmanns Alfred Kalisa.
Kok Nam starb am 11. August 2012 nach langer Krankheit im Alter von 73 Jahren in seinem Haus in Maputo.